# Oleksandr Ponomarjow

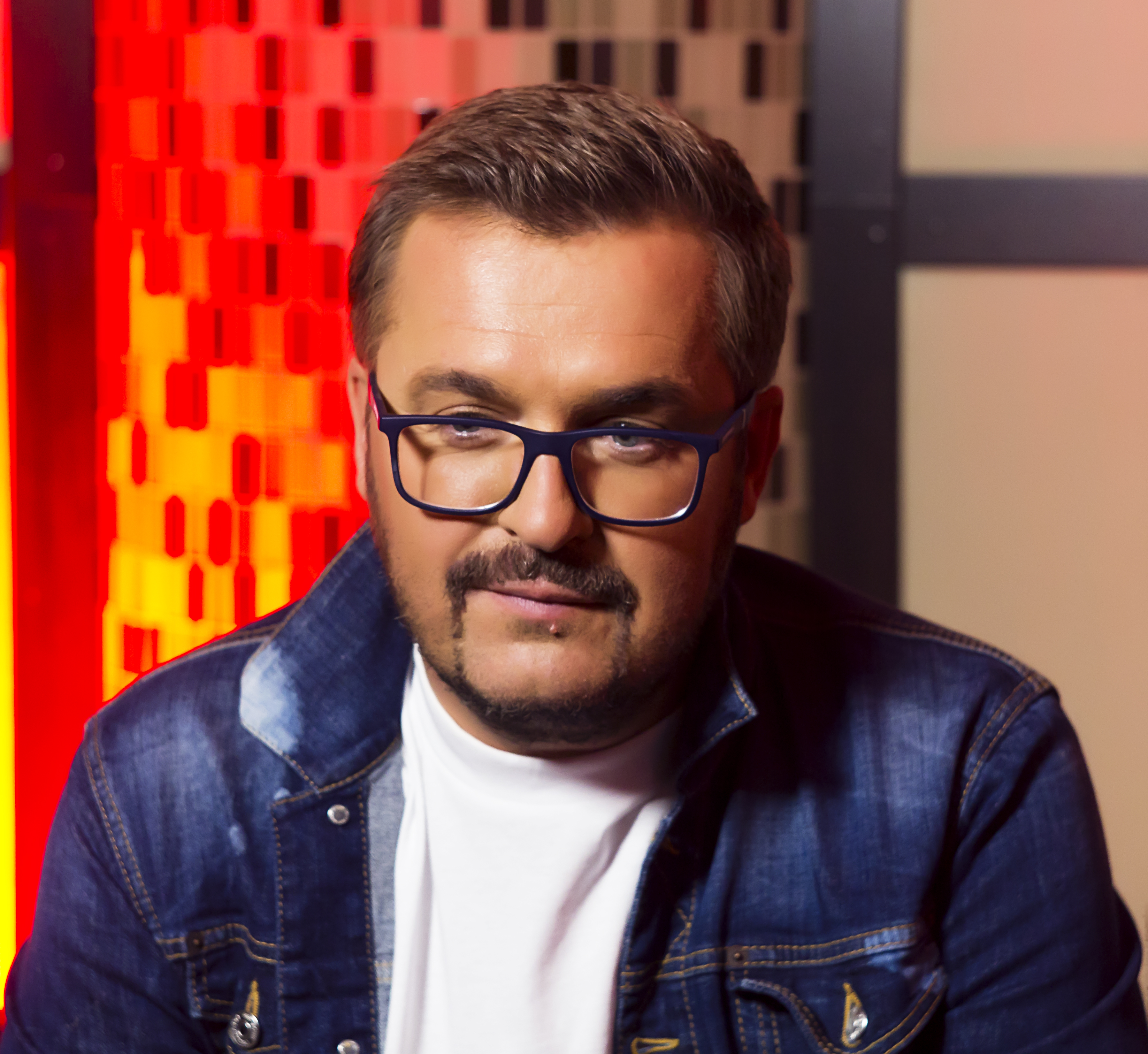
Oleksandr Ponomarjow (2017)

Oleksandr Walerijowitsch Ponomarjow (ukrainisch Олександр Валерійович Пономарьов; * 9. August 1973 in Chmelnyzkyj, Ukrainische SSR) ist ein ukrainischer Sänger.

## Werdegang
Oleksandr Ponomarjow war früher leidenschaftlicher Boxer. Nach Verschlechterung seiner Sehkraft musste er jedoch auf Anraten seiner Ärzte das Kämpfen aufgeben.
Alternativ strebte er eine Karriere als Sänger an. Zunächst besuchte er eine Musikschule und lernte das Notenlesen. Aufgrund seiner außergewöhnlichen Gesangsbegabung erhielt er nach kurzer Zeit zur Finanzierung seines Musikstudiums ein Stipendium.
Seit 1992 nahm er an zahlreichen ukrainischen und internationalen Festivals teils. 1998 wurde ihm von der ukrainischen Regierung den Titel „Verdienter Künstler der Ukraine“ verliehen. Insgesamt wurde er siebenmal ukrainischer „Singer of the Year“.
2003 nahm Ponomarjow mit dem Lied Hasta la Vista für die Ukraine am Eurovision Song Contest teil und erreichte dabei mit 30 Punkten den 14. Platz.

## Diskografie

### Alben
- 1996: З Ранку До Ночi
- 1998: Перша I Остання Любов
- 2000: Вона
- 2001: Він
- 2005: Я Люблю Тільки Тебе
- 2007: Ніченькою
- 2016: Найкраще

### Kompilationen
- 2004: Краще
- 2007: Золоті Хіти

### Singles (Auswahl)
- 2003: Hasta la vista
- 2005: Я Люблю Тільки Тебе